# Pimplinae
Sous-famille
Les Pimplinae sont une sous-famille d’insectes hyménoptères de la famille des Ichneumonidae.

## Classification
La sous-famille des Pimplinae est décrite par l'entomologiste belge Constantin Wesmael (1798-1872) en 1845.

### Fossiles
Selon Paleobiology Database en 2023, 51 collections pour 73 occurrences de fossiles sont référencées, du Quaternaire, Pliocène, Miocène, Oligocène et Éocène.
Ceci atteste la présence des fossiles de la sous-famille depuis l'Yprésien de l'Éocène inférieur jusqu'au Gélasien du Quaternaire.

## Liste des genres

Un Pimplinae, Zatypota albicoxa déposant son œuf sur une araignée

## Liste des tribus
Selon BioLib (12 juillet 2019) :
- Delomeristini
- Ephialtini
- Pimplini
- Theroniini

## Liste des genres fossiles avec tribu non déterminée
- †Crusopimpla Kopylov et al. 2018
- †Ichninsum Spasojevic et al. 2018
- †Lithoserix Brown 1986
- †Pimplites Steinbach 1967

## Galerie

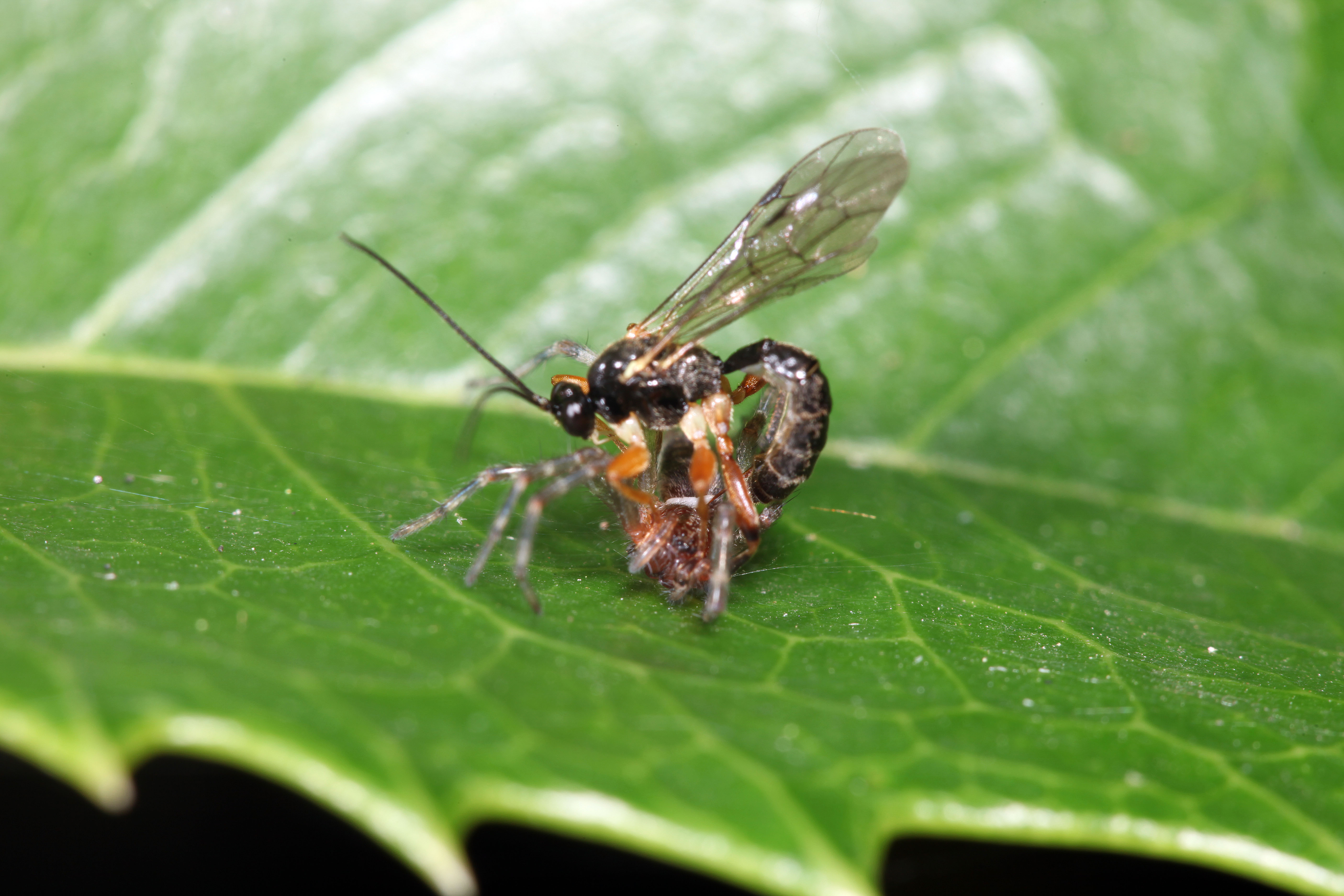
Brachyzapus nikkoensis déposant son œuf sur une araignée
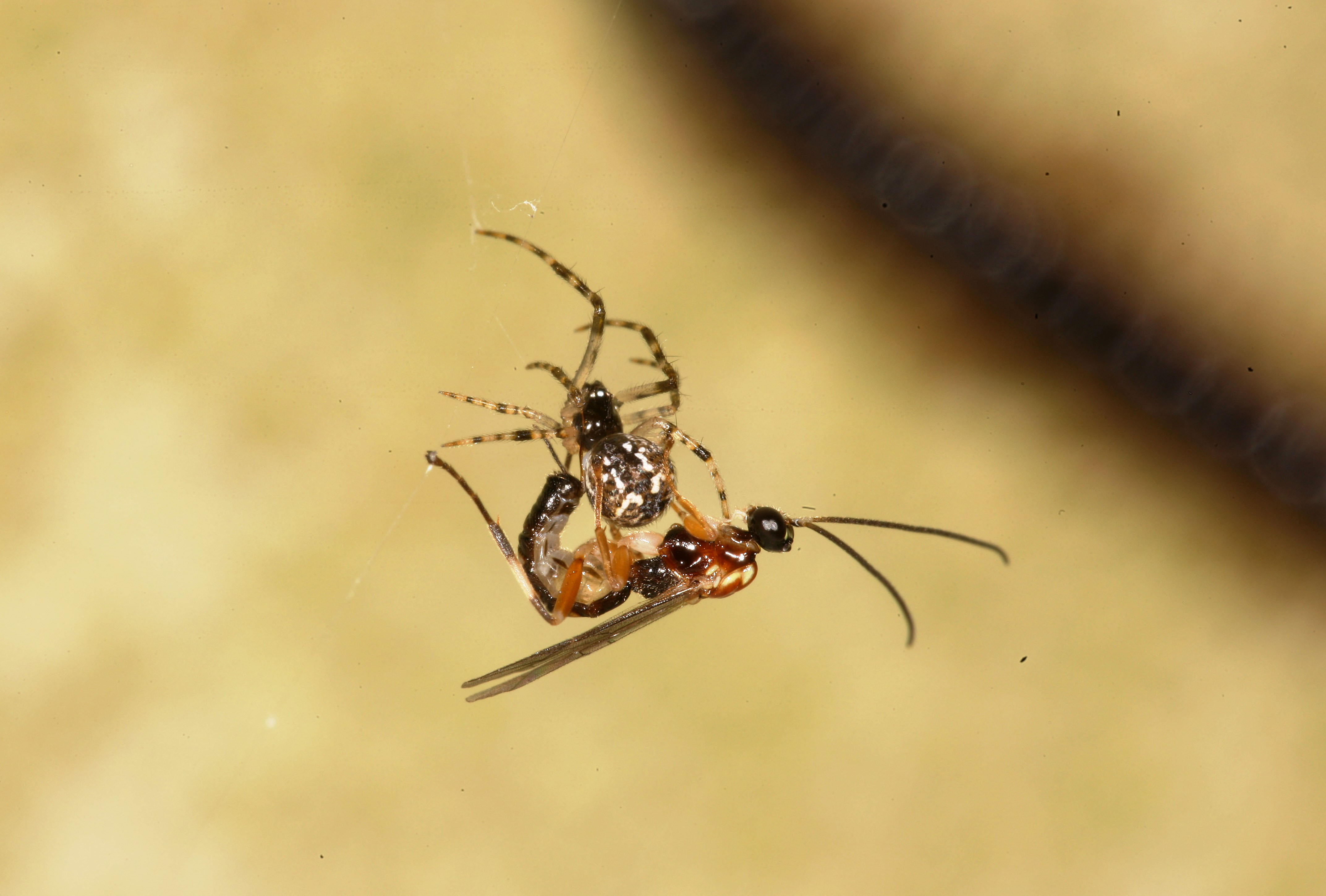
Zatypota albicoxa déposant son œuf sur une araignée
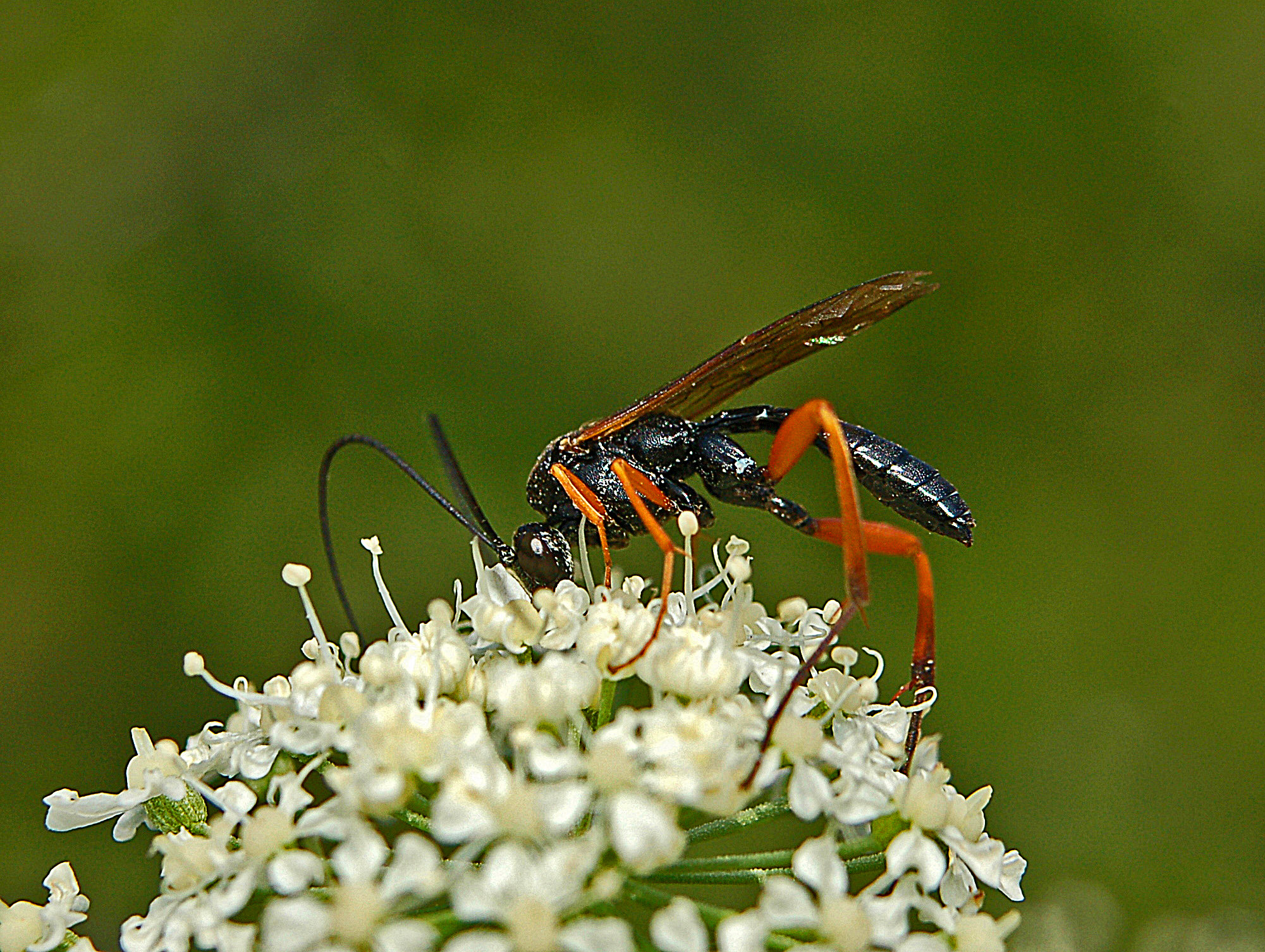
Pimpla rufipes
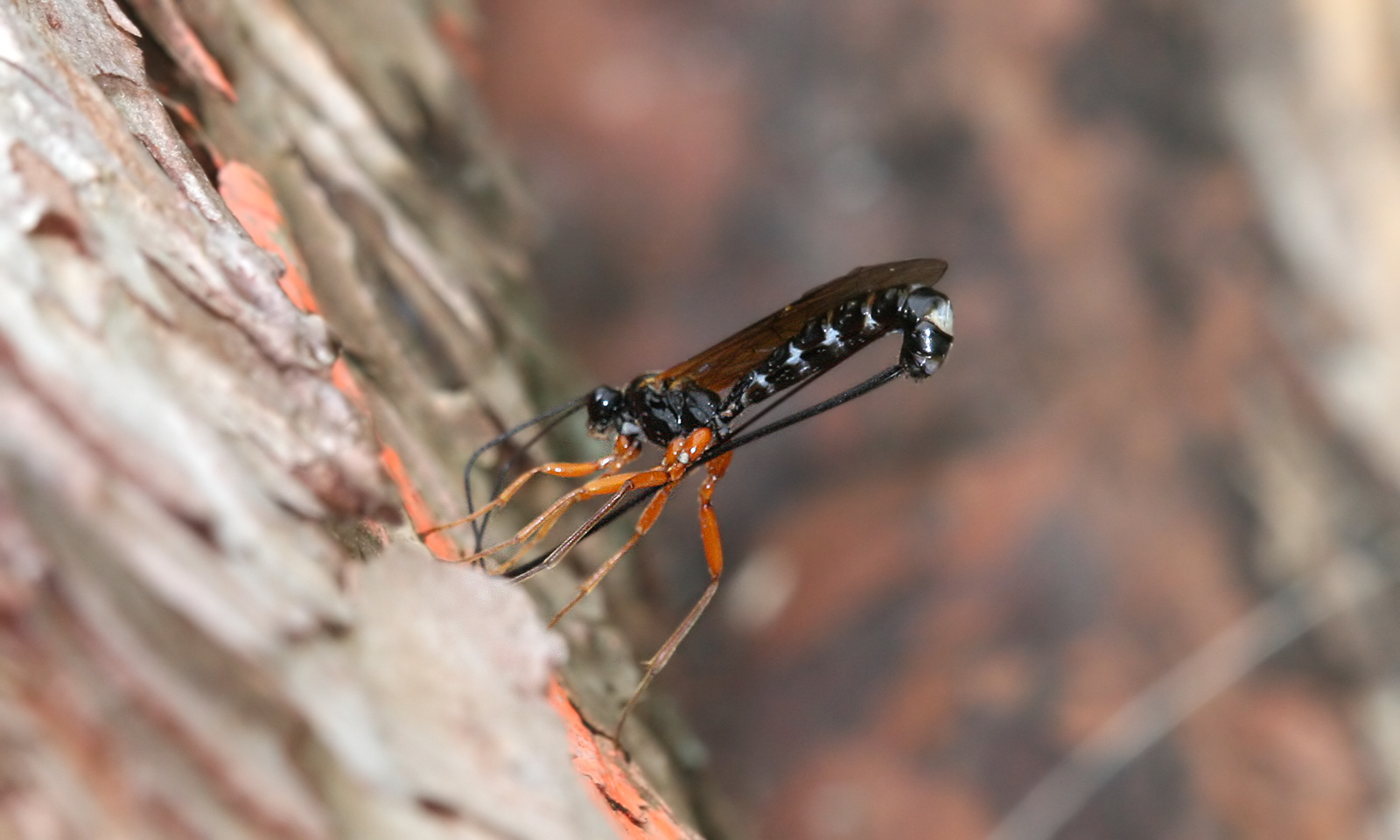
Dolichomitus sp.
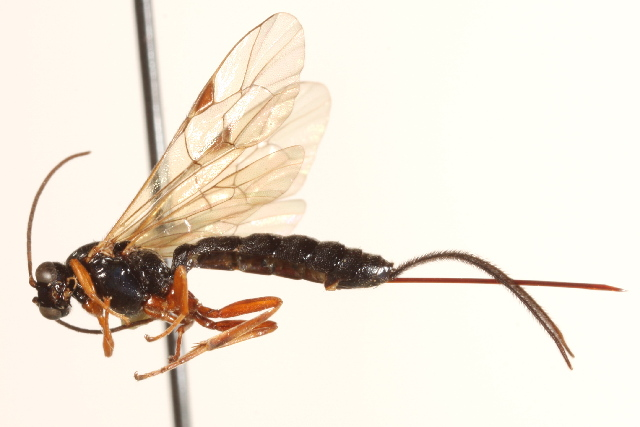
Scambus buolianae
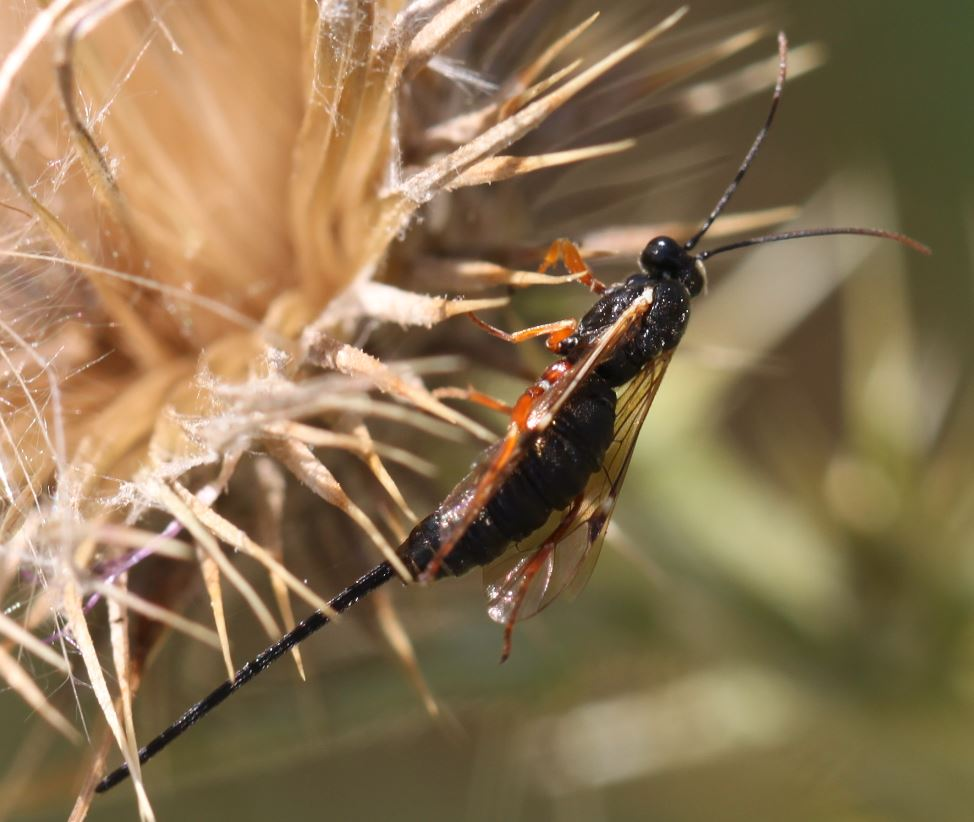
Exeristes roborator